# ウイングガンダム
ウイングガンダム (Wing Gundam) は、1995年に放送されたテレビアニメ『新機動戦記ガンダムW』に登場する架空の兵器。有人操縦式の人型ロボット兵器「モビルスーツ」 (MS) のひとつ。
鳥のような航空機に変形する可変型ガンダムタイプMSで、主人公「ヒイロ・ユイ」が搭乗する番組前半の主役機。敵組織である「OZ（オズ）」からは「ガンダム01（ガンダムゼロワン）」のコードネームで呼ばれる。メカニックデザインは大河原邦男が担当。
別バージョンのデザインとして、『新機動戦機ガンダムW Endless Waltz』版デザインに合わせカトキハジメによりリデザインされた「ウイングガンダム EW版」 (アーリータイプとも呼ばれる)も存在する。

## 機体解説
L1コロニー群出身の技術者ドクターJが、同僚たちと開発していたウイングガンダムゼロ（ウイングゼロ）のデータを参考に完成させた機体。形式番号はXXXG-01W。パイロットはドクターJの英才教育を受けた少年工作員ヒイロ・ユイが務め、地球圏統一連合に対する一大テロ作戦「オペレーション・メテオ」に投入される。  
本機はウイングゼロの設計思想がもっとも強く反映された汎用機であり、高速飛行形態「バード形態」への変形機構や大火力武装のバスターライフルなどに共通項が見出せる。ただし、技術的な問題点をもつインターフェイス「ゼロシステム」や、その他過剰とされる部分は撤去され、パイロットのヒイロの技量によって不足分を補っている。
本機の機動性の大半は、バックパックに接続された一対のウイングユニットに集約されている。このユニットは単純に揚力を発生させるのみならず、翼の分割されたパーツを可動・変化させることで機体の空力特性を適宜変化させ、失速から極超音速飛行までに至るあらゆる速度域に対応できる。宇宙空間においても、質量移動(AMBAC)や内蔵されたバーニアスラスターを併用した高い姿勢制御能力を発揮する。さらに、バード形態に変形することで機動性と行動範囲が拡大し、ほかのガンダムを上回る作戦行動が可能となる。胴体中央に配置されたサーチアイは、頭部のカメラアイでは収集できない映像や電波情報も補足可能としている。膝裏には高い走力を発揮するレッグスラスターが配置され、バード形態時の推進器としても機能する。

### コックピット
コックピットは周囲をリニアフレームで覆った球状のカプセル構造となっており、機体頭部と同じ向きに旋回する方式をとっている。OZ製のコックピットとは異なり、衝撃の緩和機能を備えたフローティングコックピットとなっている。
ほかの4機のガンダムも基本的な構造は同じであるが、シートやグリップの位置などにそれぞれ個体差が存在する。座席は少年の体格に合わせて作られているため、大人は搭乗できない。

### バード形態
各スラスターのベクトルを後方へ集中させた高速飛行形態。変形は全自動で行われ、空力特性が変化する。ACの世界では航空兵力として戦闘機が現役であり、MSを飛行戦用とした場合、エアリーズのように攻撃力が低下する機体も見られた。本機の場合はバード形態を併用することで、戦闘機とMS双方の機体特性を獲得することに成功している。変形後の戦闘力は従来型の戦闘機をしのぎ、大気圏突入も可能となる。バスターライフルは機首（シールド）先端に装着され、その状態での発砲も可能。第7話では、バスターライフルを装着せずにバード形態に変形する。
EW版では腰は旋回せず、膝の折り畳み方向もテレビ版と逆になっている。

### Endless Waltz版
劇場作品『新機動戦記ガンダムW Endless Waltz 特別篇』公開時に、OVAでカトキハジメによってリファインされたEW版ウイングゼロから逆算して、テレビ版ウイングガンダムをリファインした機体（他の主役５機と共に特別編のパンフレットにのみ描かれ、本編では未登場）。大河原デザインのテレビ版に対し、初期はカトキ本人のイニシャルを取って「Ver.Ka.」、もしくは「アーリータイプ」とも呼ばれていたが、漫画『新機動戦記ガンダムW Endless Waltz 敗者たちの栄光I（敗栄）』で当デザインの機体が登場することなどをきっかけとして、EW版と呼称されるようになった。
本体形状はEW版ウイングガンダムゼロとほぼ同一のもの。背部ウイングはより大型かつ複雑なパーツ構成をもち、カラーリングは鮮やかな原色系のトリコロールになり、武装も大幅なデザイン変更がなされている。可変機構もテレビ版と一部異なる。
リファインされた機体は上記の様に、プラモデルマスターグレードシリーズで「ウイングガンダム(Ver.Ka)」、また完成品フィギュアとしてガンダムフィックスフィギュレーションシリーズで「ウイングガンダム・アーリータイプ」という商品名で発売されている（一部媒体ではウイングガンダムカスタムという呼称も用いられた）。本来ウイングガンダムとウイングゼロは別の機体であるため、同商品以後はアーリータイプと呼称されたことはない。
特別編のパンフレットに描かれた機体は現在主流となっているデザインと比べて頭部や肩部、腰部などにカラーリングの違いがある。後にGUNDAM FIX FIGURATION METAL COMPOSITEでは「ウイングガンダム（EW版）Early Color ver.」の名前で発売された。

#### 武装
バスターライフル
ウイングゼロのツインバスターライフルをもとに開発されたビーム砲。オリジナルのツインバスターライフルは機体本体からエネルギーを供給する方式を採用しているが、本兵装の場合は、エネルギーを物質化寸前まで縮退化させて詰め込んだ専用カートリッジを銃身に3基装着しており弾数は3発となる。戦艦の主砲クラスと同等の威力を発揮する。出力もツインバスターライフルの半分以下に抑えられているが、最大出力射撃時のエネルギーは中規模都市の1日の消費量にも相当し、射軸を中心とした周辺の大気を一瞬にして電離（イオン化）させ、半径150メートルにおよぶ激烈なプラズマ過流と数十キロメートルにおよぶ灼熱の奔流を巻き起こすほどの威力をもつ。また、このビーム自体が複合的な層をもち、高速で貫通力の高いビーム帯を中心に、低速で破壊力の強い粒子束がさらに貫通する。バード形態を併用した本機の機動性と合わせれば、戦略兵器としての運用も不可能ではない。エネルギー経路がカートリッジで完結しているため、規格の異なる別の機体でも使用可能な利点を持ち、作中でもカトルが（「敗者たちの栄光」ではヒイロが）発砲している。
プラモデル「マスターグレード ウイングガンダム」では下腕部のランディングクローを使い、バスターライフルの保持を補佐する新解釈が取られている。
EW版では機体の全高並みに長大化され、銃尻にはバード形態時に頭部を覆うフェアリングパーツが追加されている。同時に、片腕に3発、左右合わせて6発分の予備カートリッジを収めた専用ラックを懸架する。撃ちきると軍用の補給施設でないと再充填が行えないこともあり、「敗者たちの栄光」の劇中ではヒイロが残弾数を常に意識していた。
ビームサーベル
シールドに1基格納された接近戦用武装。耐久性に優れたガンダニュウム合金製部材を採用することで、水中でもいっさい減衰しないほどの高出力を発生させる。抜刀時はシールドが中折れしグリップが露出する。バスターライフルの弾数が制限される本機にとって、重要な攻撃武装となる。
EW版ではシールドの中折れギミックが省略され、裏面に格納される。
バルカン砲
頭部に2基内蔵された機関砲。主な用途は牽制や牽制や対人歩兵用としての使用となる。発射速度は速いが、斉射した際はマシンキャノンとともに、1分も経たずに弾切れとなる。
EW版には装備されていない。
マシンキャノン
両肩に2基内蔵された機関砲。中・近距離用の兵装で、内部はドラム構造であるため連射ができる。バルカンより大口径であり、同じく牽制に使われる。バルカンと併用するケースも多い。
シールド
バード形態時の機首を兼ねるガンダニュウム合金製シールド。バード形態時は先端にバスターライフルを接続する。先端部は鋭利で、そのまま打突武器としても使用される。ビームサーベルのグリップを一基格納している。
テレビ版では先端部にセンサーが設けられているが、EW版では省略されている。
ビームウイング
旧プラモデルに付属した、プラモデルオリジナルの武装。アニメでは使用されなかったが、『新スーパーロボット大戦』で映像化がなされた。

#### オプション装備
大気圏突入シャトル
第1話冒頭で使用された大気圏突入機。オペレーション・メテオの際に、ヒイロはウイングガンダムを搭載した本機に搭乗してL1コロニーから発進した。
ウイングガンダム打ち上げ用ブースター
世界国家軍に修復されたウイングガンダムを宇宙に打ち上げるための小型宇宙船。第46話でレディ・アンが、ウイングガンダムを搭載した本機に搭乗して宇宙へ飛び、トレーズの下に赴いた。

#### EW版のみの武装
メッサーツバーク
漫画『敗栄』に登場。
本来は プロトゼロ用に設計された武装。本機に装備されたものはヒイロがゼロシステム内の設計データからコピーした急造品であり、ガンダニュウム合金を用いていないために耐久性が低く、威力も相応に低下している。それでも、発射されたビームはOZの大部隊を飲み込み、宇宙空間まで届くほどに極大なものとなる。1発発射しただけで自壊するため、計6基をパイロンに搭載することで発射回数を増やしている。
バスターライフルに3基のユニットを接続させて火力を増大させる「ドライツバークバスター」形態で運用されるが、単体のビームガンとしても運用可能。バスターライフルの装着位置の関係から、バード形態時でも使用可能。

### 製作エピソード
テレビ版のデザインを担当した大河原邦男は自著において、『新機動戦記ガンダムW』の前作『機動武闘伝Gガンダム』の流れから日本をモチーフにしたガンダムをデザインしており、肩の意匠は家紋をベースにしたと語っている。また、その可変機構はゴッドガンダムの画稿の中で没になったものにも通ずるとしている。

## 作中での活躍
地球降下中にゼクス・マーキス率いるMS部隊と交戦し、エアリーズ2機を撃破するも、ゼクスが乗機のリーオーを組み付かせたまま、乗り捨てるという策にはまり海溝に沈められる。ヒイロはOZに回収されるまえに破壊を試みるも失敗。デュオ・マックスウェルやハワードたちの助力により、ヒイロの手に戻り、各地を転戦する。
第10話でのシベリアでの戦闘でレディ・アンがバルジでコロニーを攻撃すると脅しをかけてきた（ボンボン版では脅しをかける前に実際にL1コロニーの1つを破壊している）ことで上層部が降伏。それに伴いヒイロの手で自爆させられるが、ヒイロとの決着を望んだゼクスの意向により、構造のよく似たトールギスの予備パーツを組み込み、マーキス隊の技術者たちの努力の結果、ほぼ完璧なかたちでレストアされる。
南極でのヒイロとゼクスの決闘ではゼクスの過ぎた施しに戦意が鈍ると思ったヒイロはガンダムヘビーアームズを使用し、機体を交換する形でトロワ・バートンが搭乗した上で南極の基地に差し向けられるロームフェラ財団のMS部隊襲撃に備えた（第16話）。ボンボン版では交換は行わず、ヒイロは最初からウイングガンダムで決闘に臨む。
その後、ヒイロは宇宙に上がる際に目立ち過ぎるという理由から本機を海底に遺棄するがサリィ・ポォによって回収され、地球帰還後のサンクキングダムにおける戦闘で再び搭乗する。直後のルクセンブルク戦で損傷放棄されたところを世界国家軍に回収され、MO-II決戦時にはそれまで意識不明だったレディが乗り込み、宇宙へ飛び出す。そして、リーブラの主砲の射線上に立ちはだかっていたトレーズのトールギスIIを庇い大破・放棄される（第46話）。小説版では戦後に修復され、ほかのガンダムとともに平和の象徴として祀られることになり、本機はアジアエリアに配置される。
劇中でウイングガンダムと呼称されるのは前述したトールギスIIを庇う際にトレーズが一言発するだけで正規パイロットのヒイロでさえ呼称しない。また、初期のガンダム5機の中で唯一改修が施されていない。
ボンボン版ではガンダムエピオンを初操縦したヒイロの様子を見に行く際にカトル・ラバーバ・ウィナーがバードモードの本機を操縦。世界国家軍による回収時期はサンクキングダム防衛戦後、サンクキングダムに放置された状態から回収され、宇宙用のブースターが装備される。

## ウイングガンダム Endless Waltz バージョン
書籍『新機動戦記ガンダムW エンドレスワルツ 最強プレイングブック』の表紙および Chapter 2 に登場。AC195年、OZの地上基地を強襲した謎の機体とされている。デザインは石垣純哉。外観は、デスザイズヘルの膝部スパイクに似た鋭角な脚部スパイクやカラーリングの細かい各部の違いこそあれ、全体ではウイングガンダム(EW版)やウイングガンダムゼロ(EW版)に酷似しており、ウイングガンダムに似たデザインの一対の内翼と、ウイングガンダムゼロ(EW版)ウイングバインダーに似たデザインの一対の外翼をもつ。一方バスターライフルの存在は確認できず、代わりにパーティクルソードという実体剣を持っている。Chapter 3 である『新機動戦記ガンダムW〜ティエルの衝動〜』には登場しない。「Endless Waltz バージョン」という名前になっているのは当時ウイングガンダムのEndless Waltz版がデザインされていなかったため。

### 武装
パーティクルソード
実体剣。切り付けた相手の装甲に分子レベルで侵入し内部から破壊する機能をもつ。その原理上、刀身の質量は低く重量も軽い。

## 備考
一瞬ではあるが『機動武闘伝Gガンダム』最終回の終盤、デビルガンダムの迎撃のため出撃した「ガンダム連合」の中に本機の姿が確認できる（ただしカラーリングが異なる）。
またその際ビームにより複数回撃破されている。
撃破された物と別なのかは不明だが、より本機にカラーリングが近い機体も登場している（ゼブラガンダムの後ろに居る）。